# Село украинского культурного наследия
Село украинского культурного наследия (англ. Ukrainian Cultural Heritage Village) — музей под открытым небом, который благодаря переодетым соответственно эпохе работникам-актёрам воспроизводит жизнь и быт первопроходцев в восточно-центральной части провинции Альберта, Канада. Расположен в 80 км к востоку от города Эдмонтон на территории экокультурного заповедника Калина-Кантри, на окраине национального парка Эйк Айленд. В музее демонстрируется быт украинцев Канады, колонистов-первопоселенцев в период 1892—1930 годов. Настоящие аутентичные дома и дома из околицы были перевезены в этот музей и отреставрированы соответственно эпохе начала двадцатого столетия.
«Село», как его чаще по-простому называют, уделяет большое внимание исторической подлинности и концепции воссоздания живой истории. В Селе используется техника представления от первого лица, которое требует, чтобы костюмированные работники были тщательным образом подобраны и находились в роли все время (или как можно больше). Актёры разговаривают с посетителями так, будто последние до сих пор находятся в 1928 году. Хотя такая техника сначала сбивает с толку некоторых посетителей Села-музея, однако это позволяет достигать эффекта исторического погружения.